# CBBC
CBBC ist das Kinderprogramm der BBC. Es wurde ab dem 9. September 1985 als regelmäßiges Programm auf BBC One ausgestrahlt. Seit dem 11. Februar 2002 wird CBBC als eigener Sender ausgestrahlt und richtet sich an 4- bis 12-jährige Kinder. Für jüngere Kinder existiert mit CBeebies ein Schwesterkanal.
CBBC wurde im November 2008 als „Channel of the Year“ von der British Academy of Film and Television Arts ausgezeichnet.
Wie 2022 bekannt wurde, wird der Sender CBBC im Rahmen der Einsparungsmaßnahmen der BBC nicht weitergeführt. Die Sendungen sollen stattdessen zukünftig im Internet angeboten werden. Im März 2023 unterzog sich CBBC gemeinsam mit CBeebies einen Redesign.

## Empfang in Deutschland
Der Fernsehsender ist im Westen Deutschlands über den Satelliten Astra 2E auf 28,35° Ost empfangbar.

## Logos

1997 bis 2002
2002 bis 2005
2005 bis 2007
2007 bis 2016
2021 bis 2022